# Clemens Klopfenstein

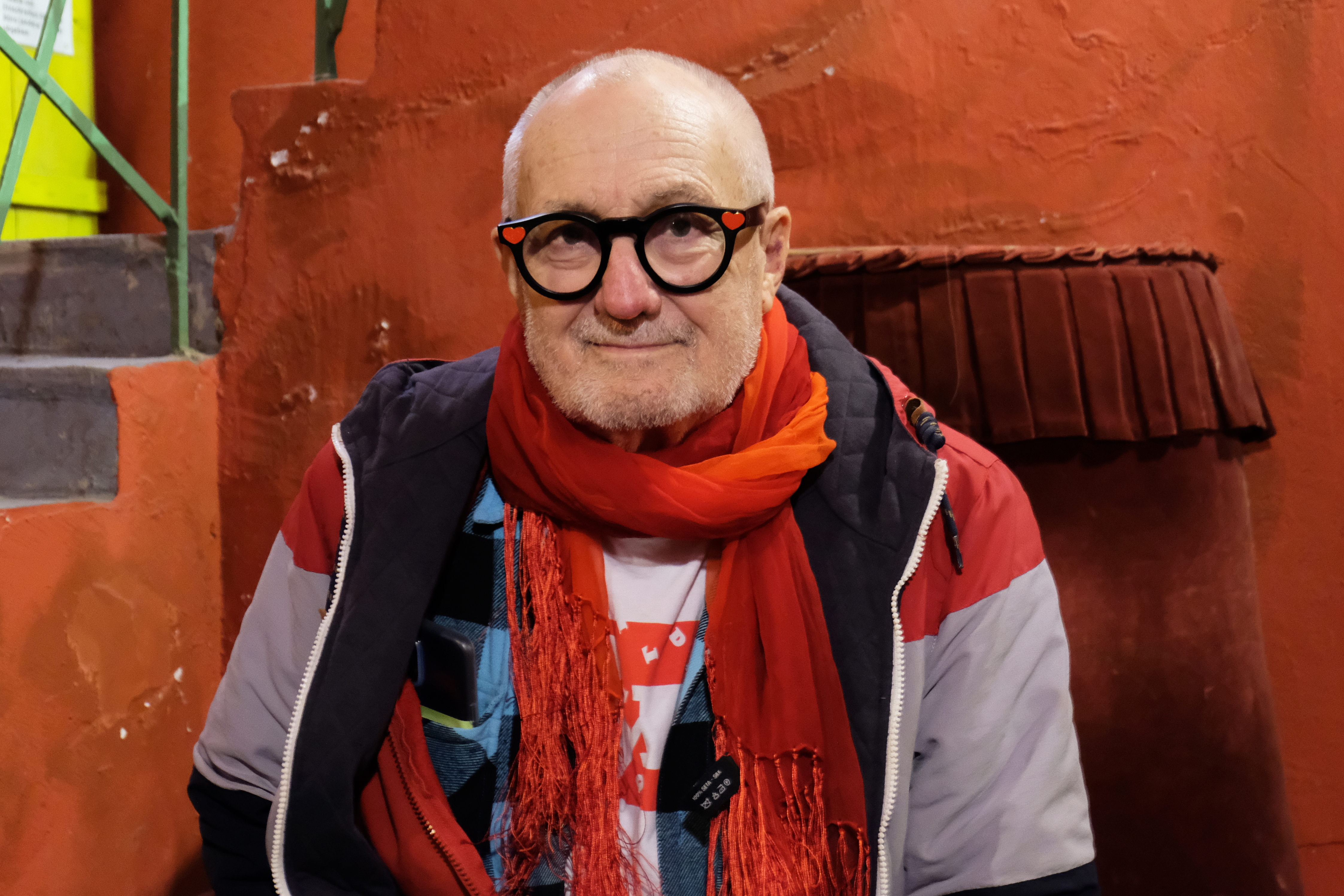
Clemens Klopfenstein (2023)

Clemens Klopfenstein (* 19. Oktober 1944 in Täuffelen) ist ein Schweizer Filmregisseur, Drehbuchautor, Kameramann, Filmproduzent und Filmeditor sowie Romanautor. Er gilt als Wegbereiter des „Cinema Copain“, das heißt Drehen mit minimalem Budget und einem durch freundschaftlich-kollegiale Beziehungen geprägten Team sowie als Vaterfigur des schweizerischen Autorenkinos.

## Leben
Er ist der Sohn des Juristen Albert Klopfenstein und seiner Ehefrau Dora, geborene Kaenel. Klopfenstein machte bereits während der Mittelschule in Biel, die er 1963 mit der Matura abschloss, erste Filmexperimente. Anschließend arbeitete er als Laborant, Korrektor und Journalist und studierte an der Kunstgewerbeschule Basel. Von 1962 bis 1965 drehte er einige Kurzfilme und gründete mit Urs Aebersold und Phillip Schaad die Filmarbeitsgemeinschaft AKS. Nach dem Zeichenlehrer-Diplom im Jahr 1967 war er Schüler in der Filmklasse des Kunstgewerbemuseums Zürich unter Kurt Früh. Sein Abschlussfilm Nach Rio (1968) schildert die Flucht von Schweizer Gangstern.
Von 1968 bis 1970 war Klopfenstein Kameramann bei Studentenfilmen der Filmhochschulen in Zürich und München. Dann wandte er sich der Malerei zu und illustrierte den Roman Die Handschrift von Saragossa von Jan Potocki. Seine Fotoarbeit paese sera (Nachtbilder) führte er mit Filmaufnahmen weiter, die schließlich in den nicht-narrativen Kompilationsfilm Geschichte der Nacht mündeten. Mit Der Ruf der Sibylla über eine Reise durch das Hochland Italiens näherte er sich dem fiktionellen Bereich. In Macao oder die Rückseite des Meeres verschwimmen Diesseits und Jenseits bei einer Reise über Kontinente hinweg. In Das vergessene Tal entdeckt ein junger Schweizer ein unbekanntes Tal mit einer Gruppe von Flüchtlingen aus dem Zweiten Weltkrieg.
Sein Film Das Schweigen der Männer, in dem sich zwei Alter Egos bei einer Weltreise über ihr Dasein unterhalten, wurde 1997 mit dem Berner Filmpreis und 1998 mit dem Schweizer Filmpreis ausgezeichnet. WerAngstWolf (Wer hat Angst vor dem umbrischen Wolf) zeigt die Busreise einer zunehmend verunsicherten Schauspielergruppe durch die unwirklichen Landschaften Umbriens in der durch die Kameraarbeit erzeugten ängstlichen Vorahnung einer möglichen Lebensgefahr.
Das Filmmuseum München widmete Klopfenstein im Herbst 2009 eine umfangreiche Retrospektive mit achtzehn seiner Filme, darunter „The It.Aliens“, das neueste Gemeinschaftswerk mit seinem Sohn Lukas, welches im September beim Filmfestival Venedig gezeigt wurde. Im Januar 2023 gestaltete das Werkstattkino München dem Schweizer eine Werkschau mit Highlights seines Œuvres, kombiniert mit einer Auswahl von Filmen seines Lebens, solche die ihm besonders am Herzen liegen und/oder sein Schaffen geprägt haben (Kurt Früh, Jean-Luc Godard, Cyril Schäublin, Tizian Büchi und Carmen Stadler). Für den 12. bis 18. Januar sagte der Wegweiser des „Cinema Copain“ zu, zu allen Vorführungen anwesend zu sein, die Filme einzuführen und sich den Publikumsfragen zu stellen.

## Werke

### Filme (Auswahl)
- 1973: Die Fabrikanten (Buch, Kamera)
- 1979: Geschichte der Nacht (Regie, Buch, Kamera, Schnitt)
- 1981: Reisender Krieger (Kamera; TV)
- 1982: E nachtlang Füürland / «Eine nachtlang Feuerland» (Regie, Buch, Kamera, Schnitt)
- 1982: Transes – Reiter auf dem toten Pferd (Produktion, Regie)
- 1983: Das Schlesische Tor (Regie)
- 1984: Der Ruf der Sibylla (Produktion, Regie, Buch, Kamera)
- 1988: Macao oder die Rückseite des Meeres (Regie, Buch, Kamera)
- 1990: City Life (Regie)
- 1991: Das vergessene Tal (Regie, Buch; TV)
- 1992: Füürland 2 (Produktion, Regie, Buch, Kamera, Schnitt)
- 1994: Die Gemmi – ein Übergang (Regie, Buch, Kamera)
- 1997: Das Schweigen der Männer (Produktion, Regie, Buch, Kamera, Schnitt)
- 1999: Tatort: Alp-Traum (Fernsehreihe: Regie, Drehbuch)
- 2000: WerAngstWolf (Regie, Buch, Kamera)
- 2001: Tod Trauer Trapani (CD, ein Film für Ohren, mit Ben Jeger)
- 2005: Die Vogelpredigt oder Das Schreien der Mönche (Regie, Buch, Kamera)
- 2018: Das Ächzen der Asche (Regie, Buch, Kamera)
- 2022: La luce romana vista da Ferraniacolor (Regie, Buch, Kamera) – 2021 montiertes und vertontes Filmmaterial von 1974[4]

### Bücher
- mit Marcus P. Nester: Die Migros-Erpressung. Kriminalroman. Zytglogge, Gümligen 1978. (Rowohlt, Reinbek 1980, ISBN 3-499-42523-8)
- Die Leichtigkeit des Schweins. Roman. Spiegelberg, Zürich 2009.
  - Neuausgabe als: Schwein gehabt und das böse Ende. Roman aus Umbrien. Spiegelberg, Zürich 2011, ISBN 978-3-939043-29-4.
- Als ich meine Filme stahl. Aufzeichnungen. Spiegelberg, Zürich 2016, ISBN 978-3-939043-25-6.

## Auszeichnungen
- 1974: Rom-Stipendium für Malerei
- 1981: DAAD-Filmstipendium in Berlin
- 1997: Berner Filmpreis für Das Schweigen der Männer
- 1998: Schweizer Filmpreis für Das Schweigen der Männer